# 柴守禮
柴守礼（896年—967年），字克让，邢州尧山柴家庄（今河北省邢台市隆尧县）人，是后周太祖郭威的圣穆皇后柴氏的兄長，世宗柴荣的生父。

## 簡介
郭威建國后，柴守礼以外戚，官拜银青光禄大夫、检校吏部尚书、兼御史大夫。
郭威親生子被漢隱帝全部殺盡，故以柴守礼子柴荣为义子，後柴荣繼位，是為周世宗。世宗加封生父守礼为金紫光禄大夫、检校司空、光禄卿。
守礼致仕之后，居于洛阳，终世宗之世，未尝再到过京师。朝廷以「國舅」的礼节待他，柴守礼也非常恣横，曾经杀人于市，有司奏闻，而世宗不问。
当时，王溥、汪晏、王彦超、韩令坤等同时作为将相，都有父亲在洛阳，与柴守礼朝夕往来，为所欲为，洛阳人大多畏避他们，人称“十阿父”。
北宋乾德五年（967年），柴守礼七十二岁去世，官至太傅。

## 延伸阅读
[在维基数据编辑]
 《新五代史·卷20》，出自歐陽修《新五代史》